# Celtidaceae
Classification APG (1998)
Famille
Classification APG II (2003)
Classification APG III (2009)
Les Celtidaceae est une famille de plantes à fleurs dicotylédones. Cette famille est acceptée en classification phylogénétique APG (1998), et inclut le genre Celtis et quelques autres. Ce sont des arbres des régions tempérées ou, parfois, tropicales.
En classification phylogénétique APG II (2003) et classification phylogénétique APG III (2009), cette famille n'existe pas; ces plantes sont assignées aux Cannabacées.
En classification classique de Cronquist (1981), cette famille n'existe pas; ces plantes sont assignées aux Ulmacées.